# Халюд
Халюд (кит. 海流图镇, пін. Hăiliútú Zhèn) — містечко у КНР, адміністративний центр хошуну Урад – Середній стяг автономії Внутрішня Монголія.

## Географія
Халюд розташовується у горах Їньшань, лежить на висоті майже 1300 метрів над рівнем моря.

### Клімат
Містечко знаходиться у зоні, котра характеризується кліматом помірних степів. Найтепліший місяць — липень із середньою температурою 21.7 °C (71 °F). Найхолодніший місяць — січень, із середньою температурою -15 °С (5 °F).
| Клімат Халюда                             | Клімат Халюда | Клімат Халюда | Клімат Халюда | Клімат Халюда | Клімат Халюда | Клімат Халюда | Клімат Халюда | Клімат Халюда | Клімат Халюда | Клімат Халюда | Клімат Халюда | Клімат Халюда | Клімат Халюда |
| Показник                                  | Січ.          | Лют.          | Бер.          | Квіт.         | Трав.         | Черв.         | Лип.          | Серп.         | Вер.          | Жовт.         | Лист.         | Груд.         | Рік           |
| Абсолютний максимум, °C                   | 2             | 11            | 20            | 27            | 32            | 36            | 35            | 33            | 28            | 27            | 12            | 5             | 36            |
| Середній максимум, °C                     | −7            | −1            | 6             | 15            | 21            | 27            | 28            | 26            | 21            | 13            | 2             | −5            | 12            |
| Середня температура, °C                   | −14           | −10           | −1            | 7             | 13            | 19            | 21            | 19            | 13            | 5             | −5            | −12           | 6             |
| Середній мінімум, °C                      | −22           | −18           | −8            | −1            | 5             | 11            | 15            | 13            | 6             | −2            | −12           | −19           | −2            |
| Абсолютний мінімум, °C                    | −32           | −33           | −22           | −13           | −7            | 1             | 7             | 5             | −7            | −13           | −27           | −37           | −37           |
| Норма опадів, мм                          | 2             | 2             | 4             | 7             | 11            | 26            | 58            | 59            | 22            | 10            | 2             | 1             | 202           |
| Вологість повітря, %                      | 59            | 53            | 42            | 34            | 33            | 37            | 51            | 55            | 49            | 47            | 55            | 60            | 48            |
| ----------------------------------------- | ------------- | ------------- | ------------- | ------------- | ------------- | ------------- | ------------- | ------------- | ------------- | ------------- | ------------- | ------------- | ------------- |
| Джерело: Weatherbase, Weatherbase (опади) |               |               |               |               |               |               |               |               |               |               |               |               |               |